# Sforziade

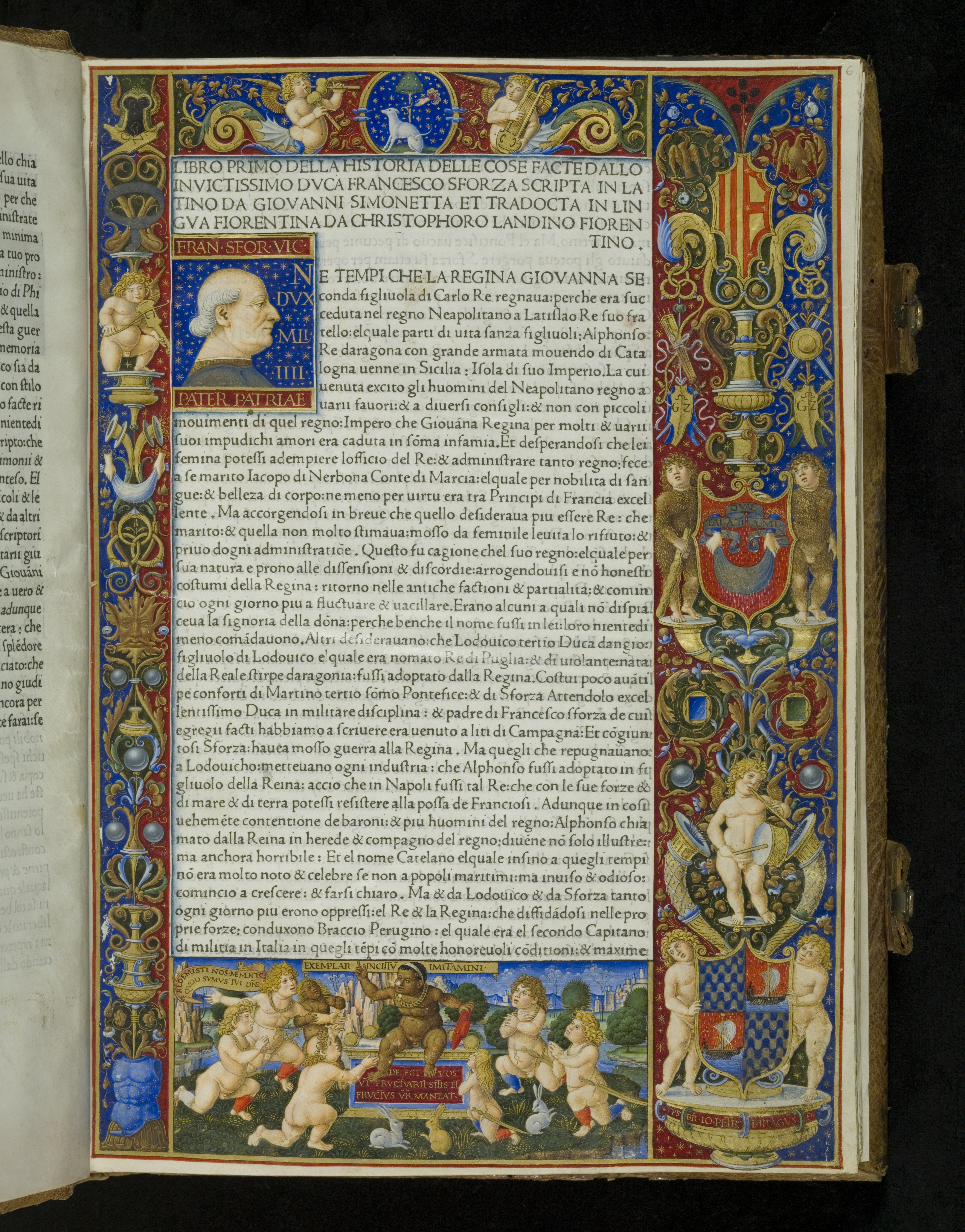
Giovanni Pietro Birago,Incipit pagina uit de Sforziade van Warschau.

De Sforziade was een panegyrisch werk over Francesco Sforza, de stichter van de Sforza-dynastie, geschreven door Giovanni Simonetta in het Latijn, tussen 1473 en 1476, met als titel Commentarii rerum gestarum Francisci Sfortiae. 

## Historie
Het was waarschijnlijk Galeazzo Maria Sforza die opdracht gaf tot het maken van het werk. Het eerste werk werd door Simonetta opgedragen aan Gian Galeazzo Sforza. Ludovico Sforza bijgenaamd de Moor, gaf de opdracht voor de volgende edities en liet de opdracht van Simonetta aan Gian Galeazzo vervangen door een opdracht aan hem, die geschreven werd door de dichter Giovanni del Pozzo. De auteur van het boek was intussen verbannen omdat zijn broer Cicco Simonetti een raadgever was van Bona Sforza(Bona van Savoye), de moeder en co-regent van Gian Galeazzo en dus een politieke tegenstrever.
Het boek was bedoeld om de opvolging van de Visconti’s door de Sforza’s te legitimeren. De incunabel werd in Milaan gedrukt door Antonio Zarotto, in drie edities, namelijk in 1482, in 1486 en in 1490. Om een grotere lezerskring te bereiken werd het werk voor de uitgave van 1490 van het Latijn vertaald naar het Lombardisch door Cristoforo Landino.
Van de uitgave van 1490 werden enkele boeken op perkament gedrukt. Die waren bestemd voor de leden van de Sforza-familie zelf, of als geschenk voor belangrijke relaties. Er zijn slechts vier exemplaren van deze luxe-exemplaren bewaard gebleven. Ze werden allemaal afzonderlijk verlucht in functie van de bestemmeling door Giovanni Pietro da Birago.

## Bewaarde exemplaren
De vier bekende kopieën zijn:
- Het exemplaar van Ludovico il Moro zelf, nu bewaard in de British Library (G 7251). Dit exemplaar is waarschijnlijk geschonken aan Beatrice d'Este, echtgenote van Ludovico, bij de geboorte van haar zoon Massimiliano in 1493[2].
- Het exemplaar van Gian Galeazzo Sforza, nu bewaard in de BnF (Imprimés, Réserve, Vélins 724). Dit exemplaar werd verlucht voor Isabella van Aragon, echtgenote van Gian Galeazzo Sforza, bij de geboorte van haar eerste zoon Francesco in 1491[2].
- Een zwaar beschadigd exemplaar afkomstig uit de hofbibliotheek van de Sforza’s in Pavia wordt nu bewaard in het Uffizi in Firenze (843 en 4423-4430)
- Het exemplaar van Galeazzo Sanseverino, getrouwd met Bianca Sforza (1482-1496), een buitenechtelijke dochter van Ludovico Sforza en Bernardina de Corradis. Dit boek wordt geassocieerd met het in 2009 ontdekte portret door Leonardo da Vinci: La Bella Principessa[3]. Het zou een huwelijksgeschenk voor het pas gehuwde paar geweest zijn. Het is alleen dit exemplaar uit Warschau, dat op de frontispice, gesigneerd is door Birago, in de boord van een vaas onderaan rechts in de marge, met de tekst P[re]SB[yte]R IO[annes] PETR[us] BIRAGUS FE[cit]. Dit exemplaar was afkomstig van de Zamoyski Bibliotheek.

## Herkomst
De boeken (behalve het Warschause exemplaar) werden waarschijnlijk bij de Franse invasie in Milaan door Lodewijk XII van Frankrijk door de Fransen in beslag genomen en samen met de Visconti-Sforzia bibliotheek uit Pavia overgebracht naar het Kasteel van Blois, de residentie van Lodewijk XII. Het wordt vermeld dat Anne van Bretagne meer dan 1400 boeken uit Milaan had opgenomen in haar bibliotheek.
Van de Visconti-Sforza bibliotheek kwamen een honderdtal werken terecht in de BnF, waaronder de Parijse Sforziade.
Het exemplaar van Londen is via de verzameling van Sir Thomas Grenville (1755-1846) in de British Library terechtgekomen. Van Thomas Grenville is het terug te voeren tot Charles de Rohan, Prince de Soubise. Het is waarschijnlijk altijd in de familie Rohan geweest via Pierre de Rohan-Gie (1451-1513), Maréchal de France onder Karel VIII van Frankrijk, en Chef de Conseil du Roi, onder Lodewijk XII.
De herkomst van de Sforziade in het Uffizi is minder duidelijk. Wat hier overblijft zijn vooral losse folia die uit het boek gesneden werden. Men kan hierover allerlei hypotheses vinden, maar geen enkel materieel bewijs.
Ook de herkomst van het Warschause exemplaar is allesbehalve duidelijk. Er zijn hypotheses dat het met Bona Sforza werd meegebracht naar Polen ter gelegenheid van haar huwelijk met Sigismund I, hierbij laat men echter in het midden hoe het boek in het bezit van Bona zou geraakt zijn. In deze hypothese zou het boek via Sigismund bij Jan Zamoyski terechtgekomen zijn